# Académic Club Rangers
Maillots
Actualités
L'Académic Club Rangers est un club congolais de football basé à Kinshasa. Il évolue actuellement en première division congolaise, la Vodacom Ligue 1.

## Histoire

### Aspects juridiques et économiques

#### Transferts
| Ce tableau contient les ventes records du club |       |                |         |              |
| Rang                                           | Année | Joueur         | Montant | Destination  |
| 1er                                            | 2013  | Firmin Mubele  | 14 k€   | AS Vita Club |
| 2e                                             | 2013  | Francis Kazadi | 11 k€   | AS Vita Club |

### Effectif actuel
| N° | Nat.                                           | Poste | Nom du joueur            |
| -- | ---------------------------------------------- | ----- | ------------------------ |
| 2  | Drapeau de la république démocratique du Congo | D     | Malekama Beba            |
| 3  | Drapeau de la république démocratique du Congo | D     | Moanda Kia               |
| 4  | Drapeau de la république démocratique du Congo | M     | Ilunga wa Ilunga         |
| 5  | Drapeau de la république démocratique du Congo | M     | Njoh Edino Emma          |
| 6  | Drapeau de la république démocratique du Congo | D     | Widy Ntoya               |
| 7  | Drapeau de la république démocratique du Congo | M     | Ali Shabani              |
| 8  | Drapeau de la république démocratique du Congo | M     | Mokanga Bofaya           |
| 9  | Drapeau de la république démocratique du Congo | M     | Bayeli Bobua (capitaine) |
| 10 | Drapeau de la république démocratique du Congo | M     | Kodi Milambo             |
| 11 | Drapeau de la république démocratique du Congo | A     | Lelo Amfumu              |
| 12 | Drapeau de la république démocratique du Congo | M     | Jeancy Lita demani       |
| 13 | Drapeau de la république démocratique du Congo | M     | Wanican Chonga           |

| No. | Nat.                                           | Position | Nom du joueur      |
| --- | ---------------------------------------------- | -------- | ------------------ |
| 14  | Drapeau de la république démocratique du Congo | D        | Ndombele Lutonadio |
| 15  | Drapeau de la république démocratique du Congo | D        | Mangomba Iyadi     |
| 16  | Drapeau de la république démocratique du Congo | A        | Josué Kazema Baso  |
| 17  | Drapeau de la république démocratique du Congo | D        | Mudingayi Lulu     |
| 30  | Drapeau de la république démocratique du Congo | G        | EsdrasKabamba      |
| 38  | Drapeau de la république démocratique du Congo | G        | Kayembe Nzila      |
| -   | Drapeau de la république démocratique du Congo |          | Musinga Mazowa     |

### Entraîneurs
- 2009-2012 :  Chico Mukeba
- 2012-2013 :  Guy Roger Limolo
- Mitterand Nzenzele
- 2016-2020 :  Guy Roger Limolo
- 2020-2022 :  Benoît Kasongo
- 2022-2023 :   Chico Mukeba[3]
- 2023 :  Kiki Makengele
- 2023-2024 :  Boke Bokese
- 2024-2025 :  Biko Bosekia

## Palmarès
| Compétitions provinciales       |
| - EPFKIN (1) - Vainqueur : 2017 |